# Grafologi
Grafologi (græsk gráphein 'skrive', og logia 'lære') er læren om, hvordan menneskets personlighedsegenskaber viser sig i håndskriften.
Grafologer mener ud fra analyser af skriftprøver at kunne udlede personlige egenskaber på områder som f.eks. målsætning, stræben, selvvurdering og forhold til omverden. Også visse sygdomme hævdes at kunne aflæses i skriften. Grafologi anvendes i et uvist omfang til opstilling af personlighedsprofiler, til personaleudvælgelse eller som instrument for personlig udvikling.
Grafologien kritiseres for ikke at være videnskabeligt underbygget, og faget er oftest henvist til dyrkelse uden for akademiske kredse,
og bør nok skelnes fra den kriminaltekniske skrift- og dokument-analyse, der varetages af en dokumenttekniker.

## Historie
Allerede de gamle kinesere har udtalt sig om håndskriften, blandt andre Okakura og den kinesiske filosof Kuo Juso. 
De første kendte arbejder om grafologien er fra 1662, hvor den italienske læge Camillo Baldos udgav en bog med titlen Trattato come una lettera missiva si cognoscano la natura e qualità dello scrittore ("Hvordan man af et brev lærer den skrivendes karakteregenskaber at kende").
I 1778 skrev den schweiziske læge og psykolog Johann Caspar Lavater (1741-1801) et værk om menneskekundskab, hvori der indgår et bind om håndskriftens karakter, baseret på håndskrifter af Johann Wolfgang von Goethe, som han kendte.
I 1875 udkom det første egentlige arbejde om grafologien "Système de Graphologie" af den franske præst Jean Hippolyte Michon, der betragtes som den franske grafologis grundlægger. Dette værk blev senere bearbejdet af Jules Crépieux-Jamin.
Herefter kom grafologien til Tyskland, hvor navne som Lagenbruch, Schwiedland og Wilhelm Preyer kom til at præge fagets udvikling. I 1897 blev det tyske grafologiske selskab, Die Deutsche Graphologische Gesellschaft, dannet.
Men det var tyskeren Ludwig Klages, der for alvor fik betydning for den retning indenfor grafologien, som benyttes i dag. Nogle af hans kendte bøger er Die Probleme der Graphologie fra 1910 og Handschrift und Charakter fra 1917. Endvidere kan nævnes Max Pulver, der kombinerede grafologien med Sigmund Freud og Alfred Adlers dybdepsykologi.
I Danmark har vi (haft) kendte grafologer som Sigbrit Galster Pedersen, Annelise Garde, Elsa Kornerup, Irmgard Wassard, Per Andersen, Vera Slæbo samt Jens Windeleff ( tidligere formand i Grafologisk Selskab).

## Uddannelse
Enkelte universiteter i Europa og USA udbyder kurser i grafologi. Almindeligvis foregår undervisning i grafologi dog ved privat uddannelses-/kursusvirksomhed.
I Danmark findes der ikke mere nogen faglig organisation, men en gruppe af danske grafologer, som er uddannet i det tidligere Grafoogisk Selskab, som også varetager undervisning..  

## Grafologisk metode
Der findes flere forskellige grafologiske retninger og metoder. I den mest udbredte tilgang, som eksemplificeres herunder, vurderer grafologen forskellige strukturelle elementer i skriften, der anses for at have sammenhæng med forskellige personlige egenskaber. De enkelte elementer kan normalt ikke vurderes for sig selv, men skal kombineres med skriftbilledet som helhed.
- Skriftens hastighed. 
Hurtig: aktivitet, uro. Langsom: passivitet, ro.
- Skriftens sammenhæng. 
Sammenhængende: logisk tankegang. Usammenhængende: ensidighed, springende tankegang, isoleringstendens.
- Skriftens størrelse. 
 Stor: selvtillid, sund selvfølelse, usaglighed. Lille: saglig, mindreværd, beskeden
- Skriftens udformning. 
 Forenklet: rationalitet, manglende fantasi. Beriget: skaberglæde, omstændighed
- Skriftens fylde.
 Fyldig: konkret tankegang, fantasi. Mager: abstrakt tankegang, nøgtern.
- Skriftens styrke. 
 Pastos: sanselighed, nydelse. Skarp: spiritualitet, askese
- Skriftens tryk. 
 Trykstærk: styrke, vitalitet, hæmninger. Tryksvag: åndelig bevægelighed, sart
- Skriftens regelmæssighed. 
 Regelmæssig: kontrol, ensretning. Uregelmæssig: emotionel, opposition, impulsiv.
- Skriftens bredde.
 Vidde: umiddelbar, manglende hæmninger. Snæver: selvkontrol, hæmninger
- Skriftens bindingsformer. 
Vinkel: retlinet, kompromisløs, ansvarsbevidst, stivsind. Tråd: tilpasningsevne, svinger med, rollespil. Arkade: lukkethed, konservatisme, selvbeskyttelse. Guirlande: venlighed, modtagelig, udadvendt
- Skriftens retningsbetoning.
 Venstrebetonet: indadvendt, fortidsorienteret. Højrebetonet: udadvendt, fremtidsorienteret.
- Skriftens hældning.
 Venstreskrå: selvbeskyttelse, reservation. Stejl: selvkontrol, uafhængig. Højreskrå: kontaktinteresse, uselvstændig.
- Skriftens zoner. 
Underzonebetonet: instinkterne, det ubevidste, jordbundet. Mellemzonebetonet: følelserne, jeg'et, subjektet. Overzonebetonet: intellektet, overjeg'et, idealisme, rodløshed.
- Skriftens længdeforskel. 
Lille forskel: tilfredshed, flegmatisk. Stor længdeforskel: foretagsom, utilfreds.
- Linjernes retning. 
Lige linjer: balanceret og stabil. Opadgående linjer: iver, optimisme, uro. Faldende linjer: træthed, modløs, depression
- Underskriften. 
 Siger noget om personens selvvurdering og identitet.

## Kritik af grafologi
Grafologi kritiseres for at mangle videnskabelig gyldighed (validitet). Metodens videnskabelige gyldighed kan dokumenteres statistisk, hvis det f.eks. kan vises, at grafologisk profilering gennemgående rammer mere plet med hensyn de analyseredes personlige egenskaber, end man kan forvente ud fra rene tilfældigheder. Om dette er opfyldt, kan afgøres ved sandsynlighedsregning. En betingelse for gyldigheden af sådanne undersøgelser, er at grafologen, udover skriftprøven, ikke har adgang til andre kilder af information om de analyserede personer, hvilket ellers kunne øge chancerne for korrekte gæt.
Ved gennemgang af den publicerede forskning finder man enkelte artikler, der taler til fordel for gyldigheden af grafologisk analyse. Det er imidlertid langt mere hyppigt med undersøgelser, som indikerer at grafologisk metode har lav eller ingen gyldighed. 
Den etablerede akademiske psykologi anerkender almindeligvis ikke grafologi som gyldig metode til at opnå viden om personlighedsegenskaber, og psykologer undervises ikke i grafologi ved danske universiteter.